# Малео
Малео (итал. Maleo) је насеље у Италији у округу Лоди, региону Ломбардија.
Према процени из 2011. у насељу је живело 2868 становника. Насеље се налази на надморској висини од 59 м.

## Становништво
Према резултатима пописа становништва 2011. у општини је живело 3.249 становника.
| 1936. | 1951. | 1961. | 1971. | 1981. | 1991. | 2001. | 2011. |
| ----- | ----- | ----- | ----- | ----- | ----- | ----- | ----- |
| 3.823 | 4.064 | 3.855 | 3.483 | 3.425 | 3.375 | 3.329 | 3.249 |